# 東密
東密（とうみつ）とは、真言宗に伝わる密教のことである。天台宗に伝わる密教を台密と呼ぶのに対して称されている。東密の語の由来は、空海が東寺（教王護国寺、現：京都市南区九条）を真言密教の根本道場としたことによるもの。
本有学派・修生学派の2つがある。
東密では、東寺・高野山・根来寺を併せて三大学風と称し、この3箇所を中心に教学は研鑽・研究・発展を遂げていった。
806年（大同元年）、唐から帰朝した空海は、密教のみが悟りの境地へ深達するための真実門であるとして、東寺を都における活動の場の中心に真言密教を広めた。その後、広沢流・小野流の2流に分かれ、さらに数多くの派に分かれていった。鎌倉時代には東密三十六流とも呼ばれた。